# Moulin
 (décembre 2012).
Si vous disposez d'ouvrages ou d'articles de référence ou si vous connaissez des sites web de qualité traitant du thème abordé ici, merci de compléter l'article en donnant les références utiles à sa vérifiabilité et en les liant à la section « Notes et références ».
Pour les articles homonymes, voir Moulin (homonymie).

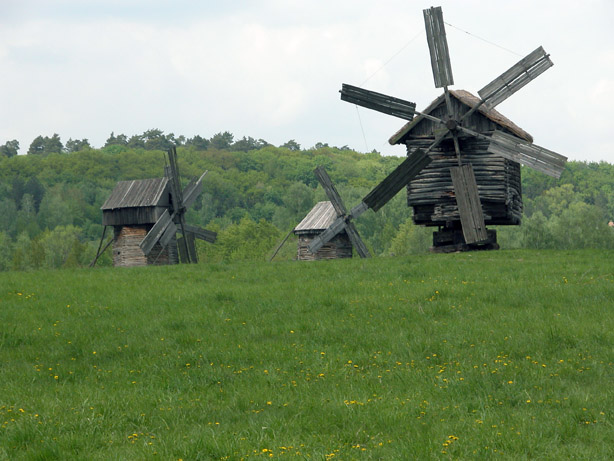
Moulins à vent traditionnels ukrainiens.

Un moulin est une machine à moudre, à l'origine comportant une ou plusieurs meules, principalement les grains de céréales récoltées afin de les transformer en poudre plus ou moins grossière ou farine. Le mot désigne aussi, par extension ou par analogie, toute machine ou phénomène reposant sur le principe initial de transformation de l’énergie hydraulique (cours d'eau, marée), animale ou éolienne (vent) en mouvement de rotation :
- propre à moudre, à broyer, piler, pulvériser ;
- diverses matières alimentaires ou para-alimentaires du type semoules, épices moulues, sel fin, sucre, café ou cacao à réduire en poudre, etc. ;
- voire pour seulement les fragmenter ou pour faciliter l'extraction ultérieure de certains corps liquides présents, comme les huiles de navette, de colza, d'olives, de noix, obtenues ensuite par pression des pulpes ou chairs (d'autres mots sont alors utilisés parfois comme le tour dans la fabrication du cidre, alors que la roue arbore la forme typique de la meule) ;
- ou transformer des matières diverses : métaux, minérales, textiles, ou fibres sans rapport avec l'alimentation (plâtre, gypse, métaux ferreux ou non ferreux, fibres textiles, papier, tabac, etc.).

## Présentations

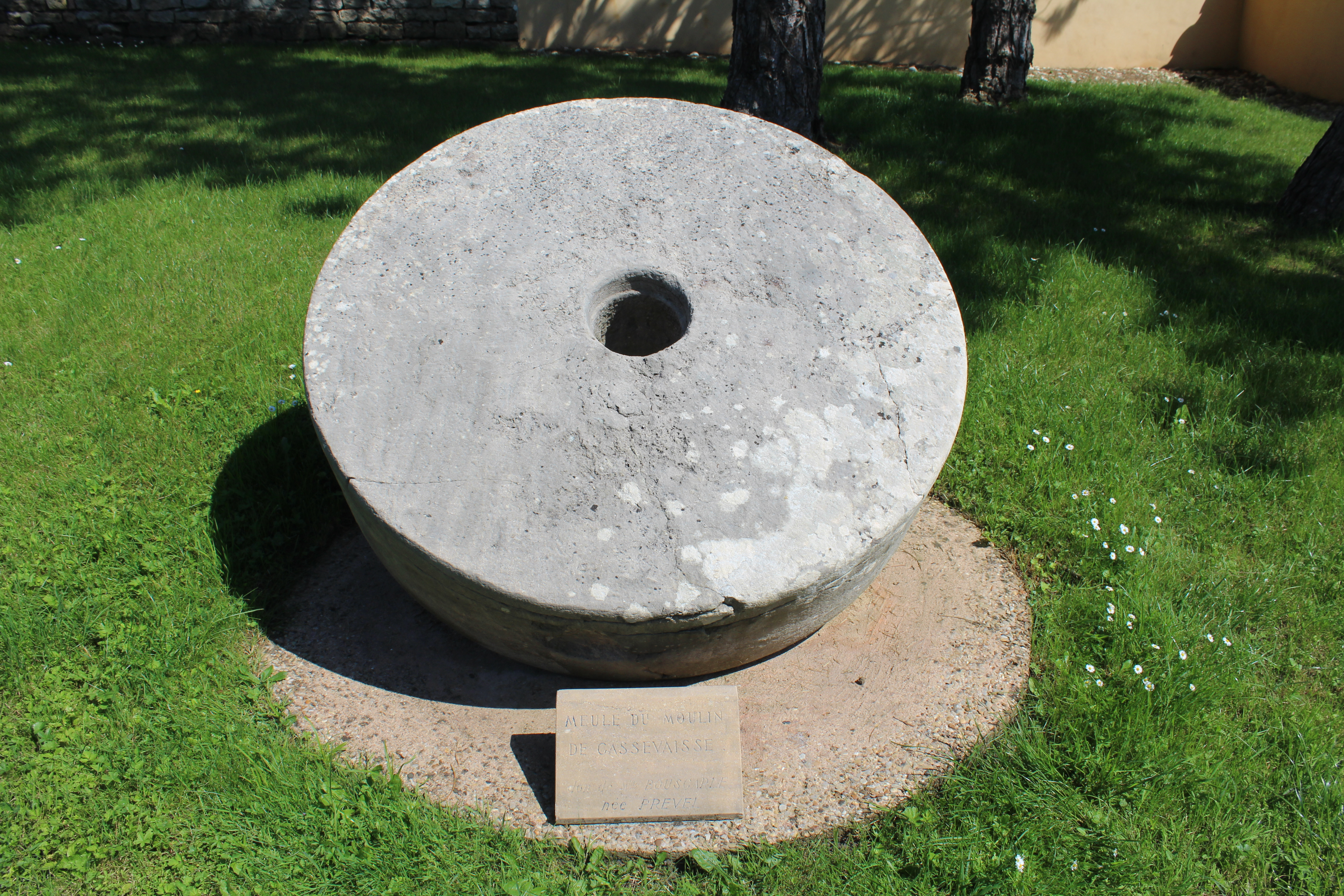
Ancienne meule de moulin.

Le mot provient du latin médiéval molinum, qui peut être compris comme une altération du mot latin classique mǒlīna,æ de genre féminin signifiant « moulin », issu lui-même du mot féminin mǒla,æ, c'est-à-dire la meule (tournante), la grande meule, la meule de moulin, mais aussi au sens complet de moulin, surtout si le mot a la marque du pluriel, soient molæ, molārum et même la « farine sacrée » ou mola, dédiée à la déesse semi-légendaire des moulins, nommée Mǒla. Un moulin dans le monde gréco-romain est en premier lieu un moulin à farine.
Le mot a donné le « moulin des glaciers » (puits dans lequel s'engouffre l'eau de fonte) et les termes « mouliner » et « moulinet ». On retrouve cette extension en anglais, où « milling machine » désigne une fraiseuse.
Les activités de broyage de matière sont très bruyantes et peuvent être dangereuses, du fait de la plus grande inflammabilité des poussières ou matières finement divisées à l'air. Aussi les moulins ont-ils été placés à distance respectable des habitations, étables et réserves de nourriture.

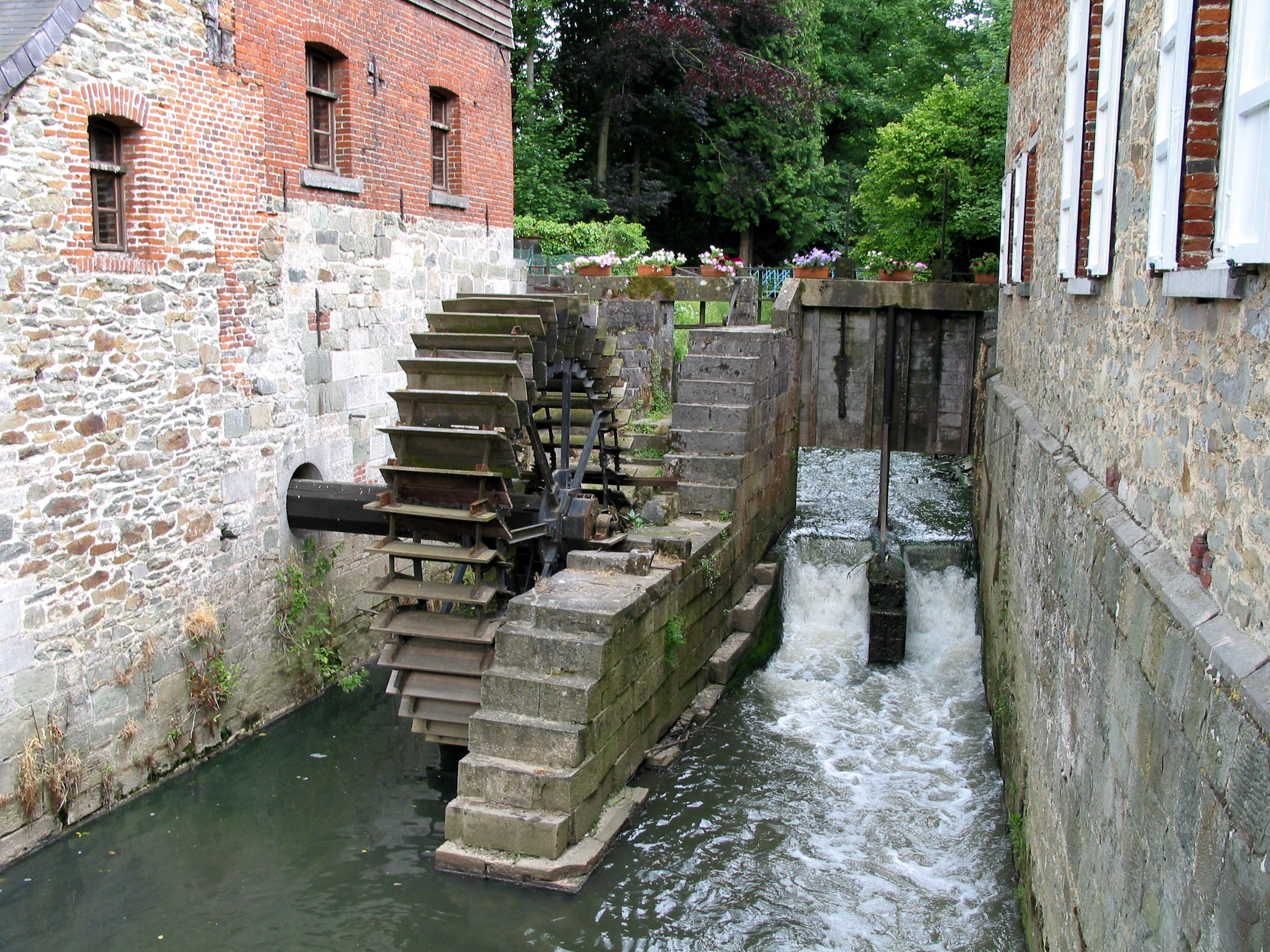
Moulin mu par une roue à aubes (moteur hydraulique).

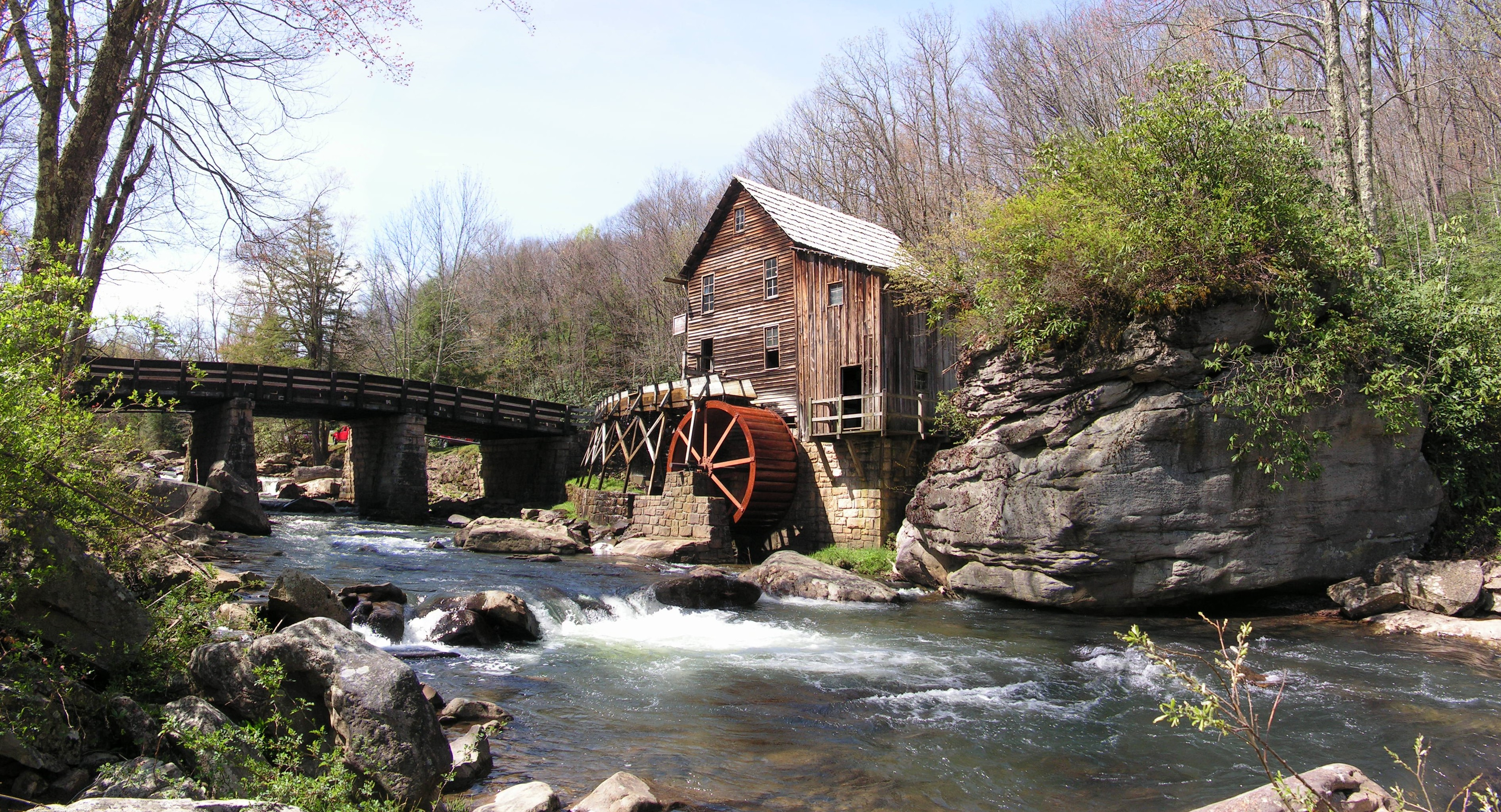
Moulin mu par une roue à augets.

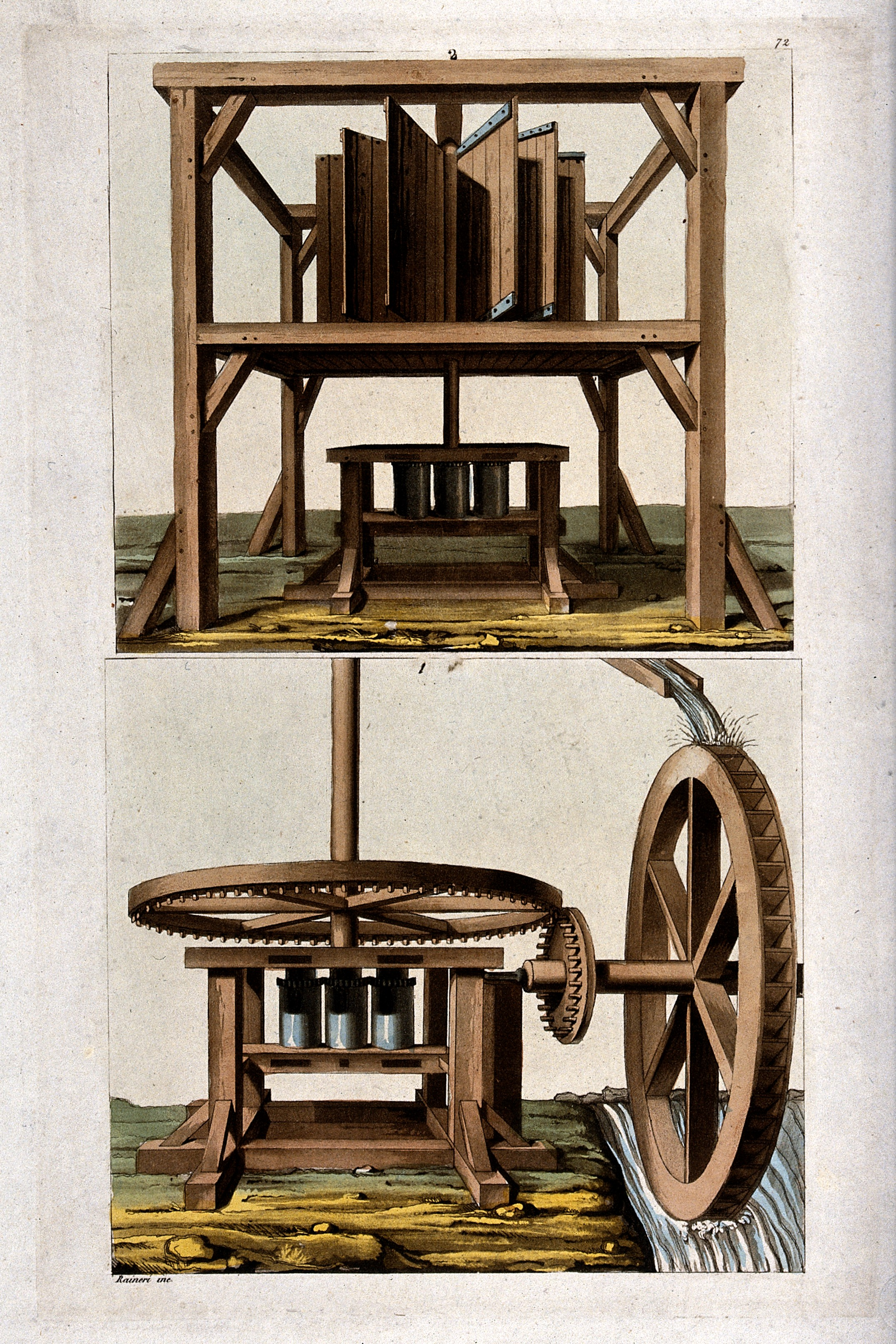
Description comparée de moulin hydraulique et de moulin à vent.

Le moulin est de nos jours une installation pré-industrielle ou semi-industrielle, du fait de la confusion initiée par le « droit de moulinage », qui correspond initialement au droit (payable ou achetable au seigneur) de faire tourner des meules à partir d'une prise d'eau, mais s'est étendu abusivement au droit de capter la force motrice pour une installation quelconque.
Par métonymie, le mot « moulin » sert également à désigner un moteur hydraulique (moulin à eau), c'est-à-dire l'installation comprenant une roue mue par la force hydraulique et animant par exemple des meules à farine ou à huile mais aussi des foulons, des installations qui travaillent des végétaux (fibres pour tissus ou papier) ou bien des métaux (martinets), ou encore des pompes d’irrigation ou d'exhaure (dans les mines). Aujourd'hui, par extension, le terme désigne toute l’installation qui anime et abrite les mécanismes tels qu'une pompe, un générateur ou tout autre mécanisme rotatif, mu à l'origine par une force liée à une prise hydraulique.
Le moulangeur, amoulangeur ou emmoulageur est le fabricant de meules et par extension le charpentier spécialisé dans la fabrication des moulins.

### Fonctionnement

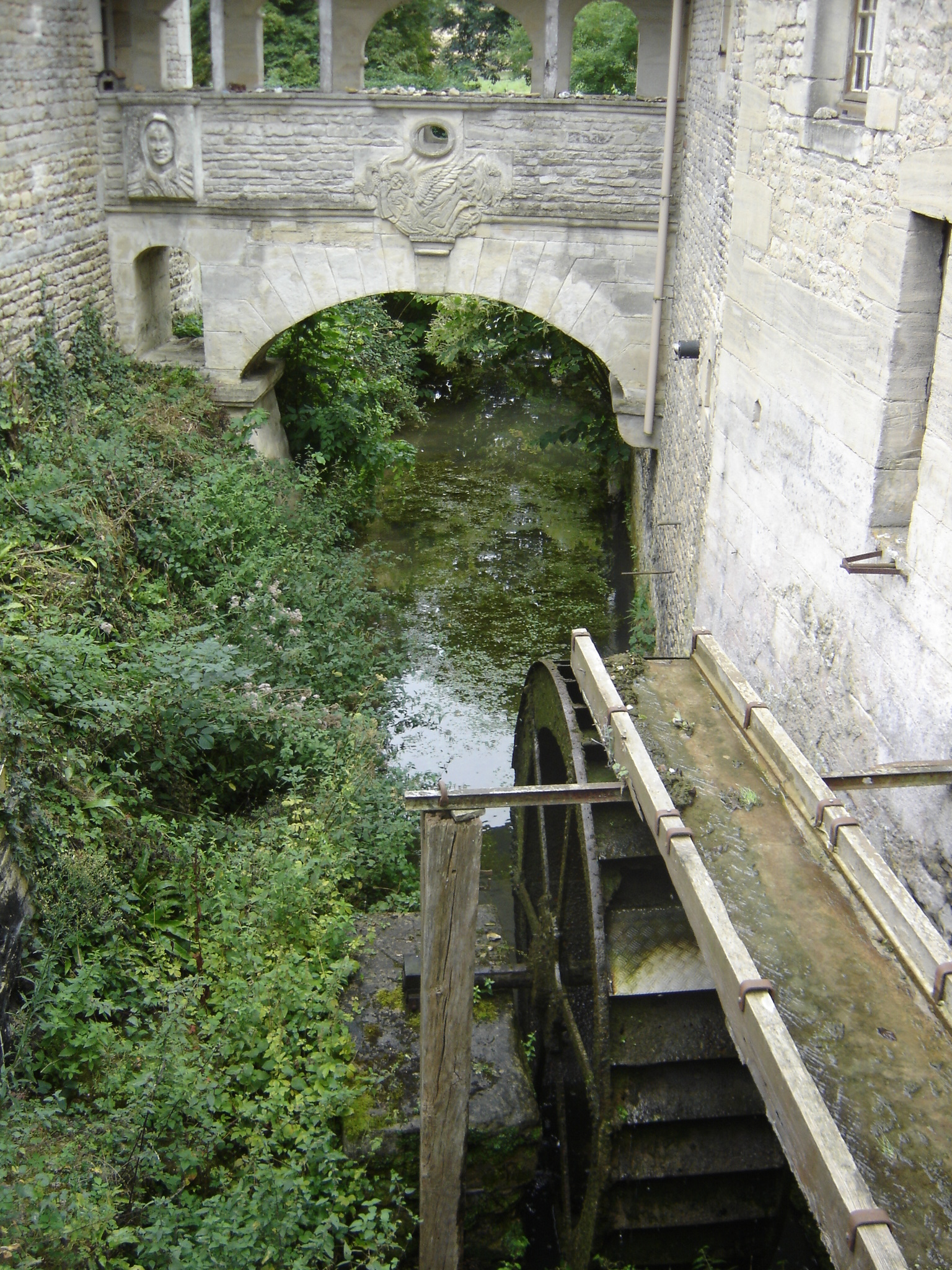
Vieux moulin à foulon.

Dans l’Antiquité, les petites meules privées sont composées de deux meules, une meule base inférieure ou support stable d'une meule tournante ou supérieure, tournées par la force humaine, ce sont des meules à bras. L’énergie apportée par les serviteurs ou servantes est d'origine musculaire. Ces meules, très souvent en pierre dure de type rhyolithe, ont un diamètre qui dépasse rarement le mètre.
Dans le monde gréco-romain, les moulins ou molæ, munis de meules plus monumentales et lourdes, de quelques mètres de diamètre, se caractérisent surtout par des mécanismes rudimentaires actionnés par une chute d'eau, par exemple l’écoulement de l’eau sur une roue à aubes, qui nécessite l'aménagement d'un canal de dérivation à partir d'une rivière ou d'un étang de retenue. Il semble que la traction animale ou humaine (esclaves), ce que l'on appelle parfois un « moulin à sang », n'a été employée que rarement, lorsqu'aucune ressource hydraulique n'était disponible.

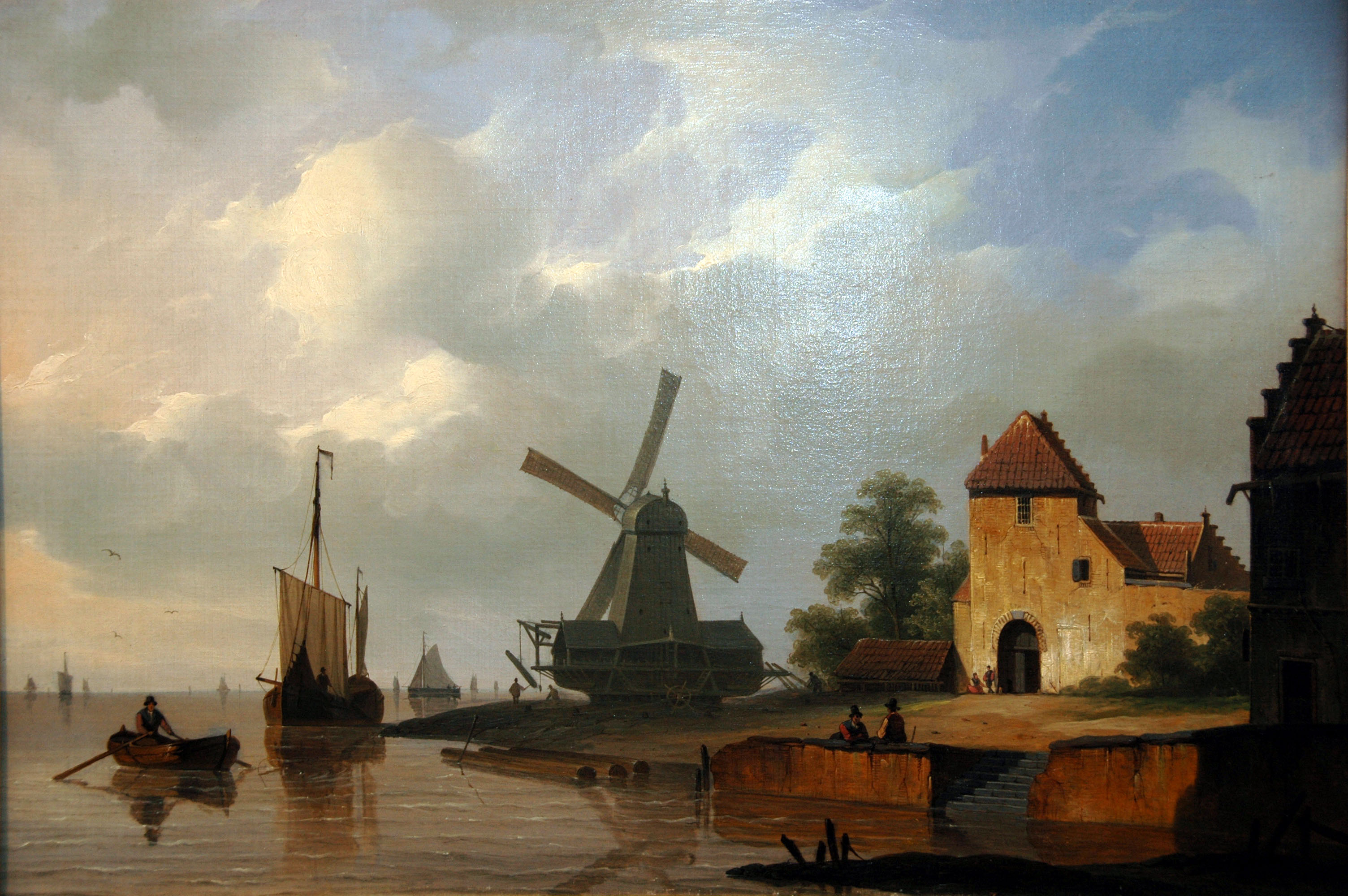
Herman Henry op der Heyde, Scène de marine animée au moulin.

Déjà, dans le monde gallo-romain, le moulin réduit les grains de céréales en farine, comme ce sera le cas du « moulin bladier » (du vieux français bled, désignant les blés de manière générique). Il peut aider, tout en divisant et pressant la matière, à extraire le jus ou le suc de divers produits végétaux, comme les différents moulins pour faciliter le pressage des matières grasses en huiles, ou des pommes en jus de pomme pour obtenir par fermentation le cidre ou encore pour diviser ou broyer finement les écorces de chêne afin d'obtenir du tan, contenant un tanin, nécessaire autrefois au tannage des peaux. Il existe ainsi des moulins à cidre, des moulins à tan utilisés en tannerie, etc. Mais déjà le moulin romain peut réguler les eaux des milieux humides, puiser de l'eau d'un point plus bas et l'envoyer dans des canaux d'évacuation.
Les techniques médiévales peuvent faire tourner des moteurs hydrauliques avec de modestes ressources en eau. Mais très souvent, en l'absence de canaux suffisamment larges, il est impossible de transporter la lourde meule. L'archéologie des régions montagneuses prouve que la plupart des meules ont été taillées sur place ou à distance très faible du lieu où a été édifié le moulin. Ainsi, parfois, on taillait avec prudence et finesse la lourde meule dormante, et on hissait au-dessus la meule tournante, également préparée avec finesse et préalablement percée en son centre pour faire venir entre les meules la matière à moudre. Le mécanisme ne concernait que la partie haute. Les constructeurs détournaient simplement le réseau d'amenée d'eau pour le faire arriver à proximité du lieu de taille ou de préparation des pierres. Comme le disaient certains vieux proverbes montagnards, « c'est la meule qui fait le moulin ».
Les progrès techniques médiévaux ont apporté la roue à augets, plus perfectionnée, qui anima les moulins et fournit la force motrice des premières industries.
Sur les plateaux iraniens désertiques, au IXe siècle, le moulin s'est adapté à l’énergie du vent soufflant sur leurs ailes voilées. Ces moulins, basés sur un écoulement d'air libre comme sur un flux d'eau sont néanmoins caractérisés par une faible efficacité énergétique du fait de l'échauffement dû aux frictions mécaniques. Ils feront l'objet de progrès techniques qui conduiront ultérieurement à l'apparition des turbines.
De nos jours, quelques moulins historiques existent encore ; les sites de nombreux anciens moulins ont été reconvertis au XIXe siècle pour fournir de l'énergie à d'autres activités (tissages…) et certains de ces sites sont aujourd'hui équipés pour produire de l’électricité.

### Terminologie

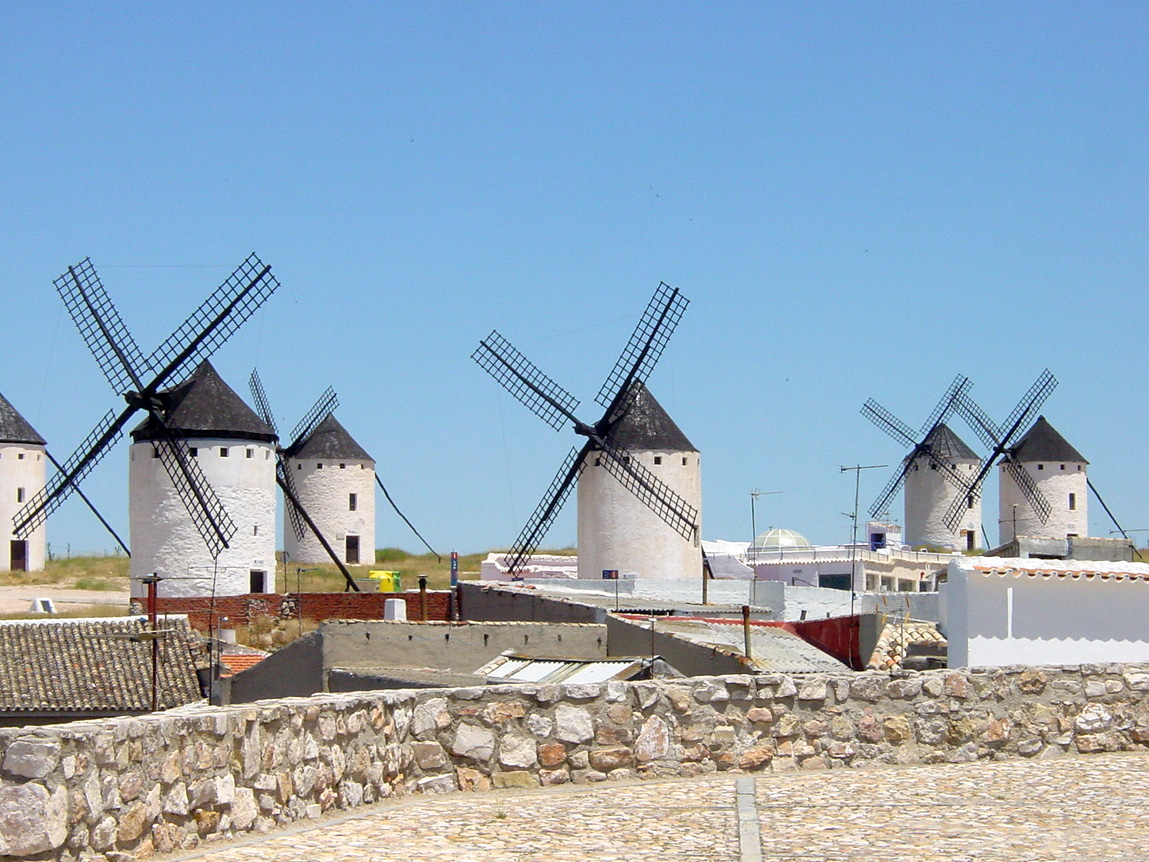
Moulins à vent de Campo de Criptana en Espagne.

Le mot moulin s'emploie aussi pour désigner certains objets domestiques, lointains héritiers des meules à bras, destinés à broyer une substance pour un usage culinaire : moulin à café, moulin à poivre.
Les moulins pouvaient broyer des substances diverses, outre les moulins à farine :
- moulin à bière ;
- moulin à chanvre ;
- moulin à foulon ;
- moulin à tan ;
- moulin à moutarde ;
- moulin à retordre la soie ;
- moulin à papier ;
- moulin à mortier ;
- moulin à pastel ;

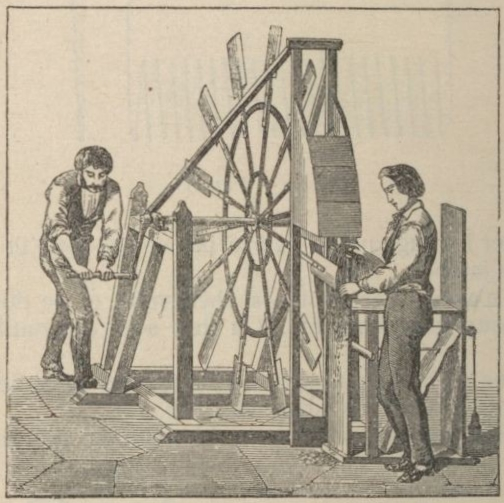
Teilleuse (ou moulin flamand).

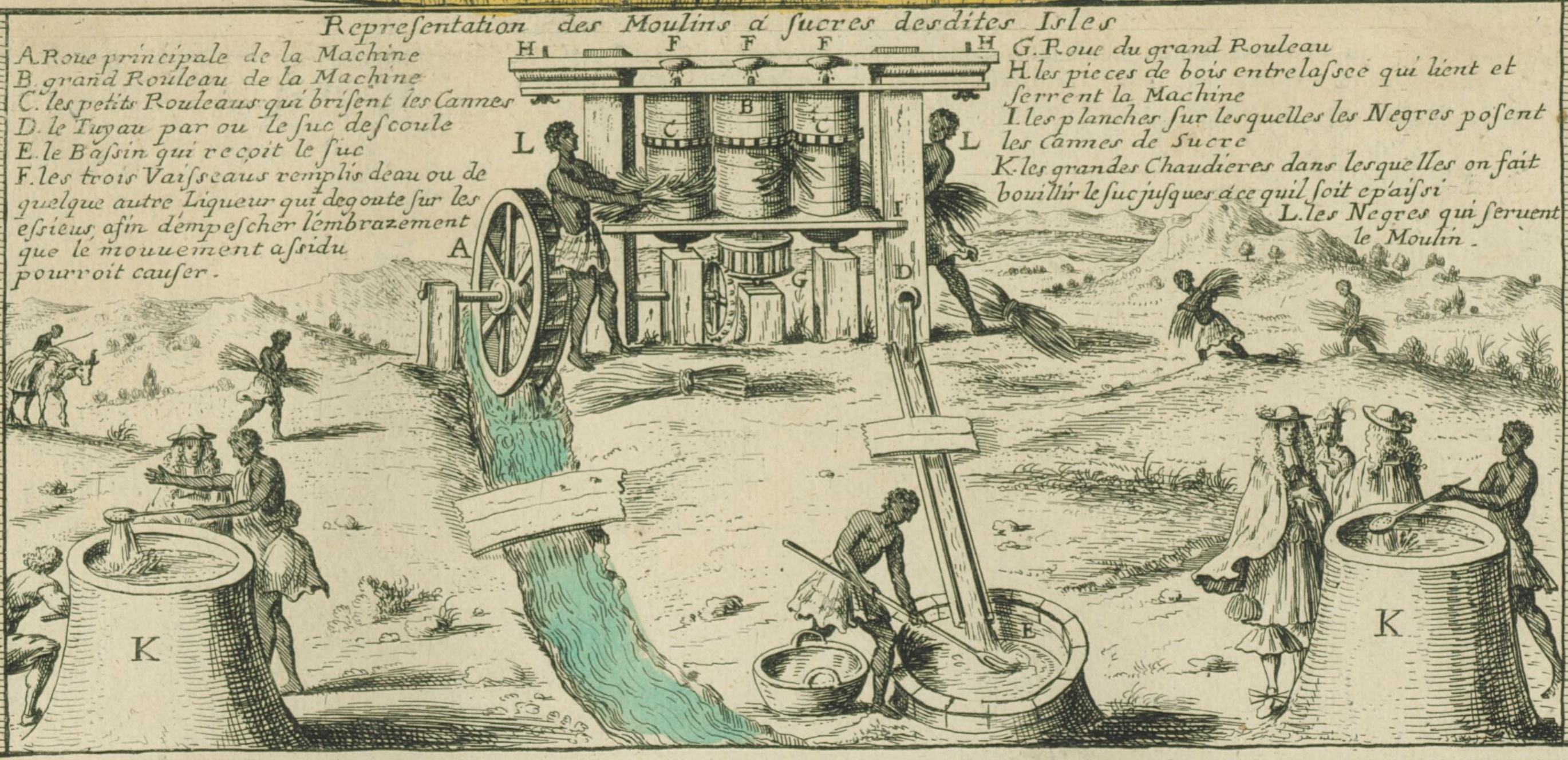
Croquis d'un moulin à sucre aux Antilles en 1667.

- moulin à teiller (dit aussi « teilleuse » ou « moulin flamand ») ;
- moulin à poudre (par exemple pour obtenir la poudre noire, composée d'un mélange de salpêtre, de soufre et de charbon de bois de bourdaine qu'il fallait pulvériser) ;
- moulin à huile ;
- moulin à canne à sucre ;
- moulin à billes ;
- moulin à pierre (par exemple pour pulvériser le kaolin) ;
- moulin à râper le tabac[4].

Un moulin peut également servir à battre monnaie sous Henri II puis à partir de Louis XIII.
D'autres types de classification des moulins existent : moulin à vent, moulin à eau, moulin à rodet, moulin à marée (comme ceux de Ploumanac'h), etc.
La molinologie est la science et l'étude des moulins. Selon Claude Rivals, ce terme serait un néologisme inventé en 1965 par un savant portugais qui a organisé le premier symposium européen sur l’histoire des moulins et de leurs techniques.
Par analogie, en raison du mouvement de rotation qui caractérise ces objets, le mot « moulin » est aussi utilisé dans l'expression « moulin à prières », ainsi que familièrement pour désigner un moteur, particulièrement un moteur d'automobile.

## Histoire

### Antiquité

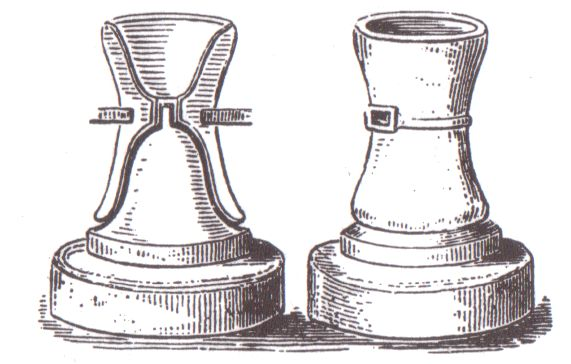
Meule à grain romaine.

Au Ier siècle av. J.-C., Vitruve dans son De architectura décrit le principe du moulin actionnant une meule grâce à un système de transmission par engrenage vertical et horizontal. Des moulins plus petits mis en rotation par la traction animale ont été retrouvés à Pompéi et à Ostie. Marc Bloch, montre que ces moulins étaient à bras ou à animal. 

### Période médiévale
Première attestation de chaque type de moulin :
- 526 : moulins flottants sur le Tibre

Le général byzantin Bélisaire, assiégé dans Rome par les Ostrogoths, aurait fait construire des moulins sur des péniches sur le Tibre, après que les assiégeants aient détruit les aqueducs qui approvisionnaient les moulins de la ville. C'est la première attestation de moulin flottants dans l'histoire. 
- 987-996 : moulin à bière au monastère de Saint-Sauveur à Montreuil-sur-mer ;
- 1040 : moulin à chanvre, dans le Graisivaudan ;
- 1086 : moulin à foulon (Molendinum follonarium) dans un village de basse Normandie ;
- 1120-1125 : moulin à marées

Ces moulins n'ont en réalité que peu été utilisés, 
- 1138 : moulin à tan à Chelles, en Ile-de France ;
- 1180 : moulin à vent ;
- 1195 : moulin à aiguiser, dont témoigne les archives de Beauvais ;
- 1197 : moulin à fer, dans l'abbaye cistercienne de Soroë en Suède ;
- XIIe siècle : moulins sous les ponts

Ces moulins sont suspendus sous les ponts, notamment à Paris. 
- Fin du XIIe siècle : mécanisme de moulin avec roue en dessus
- 1251 : moulin à moutarde, au prieuré de Saint-Sauveur-en-Rue dans le Forez ;
- 1272 : moulin à retordre la soie, à Bologne
- 1276 : moulin à papier à Fabiano, à partir de 1280 en Espagne
- 1321 : moulin à mortier
- 1348 : moulin à pastel, deux sont attestés à Hesden dans le Pas-de-Calais
- 1390 : moulin à vent à toit tournant

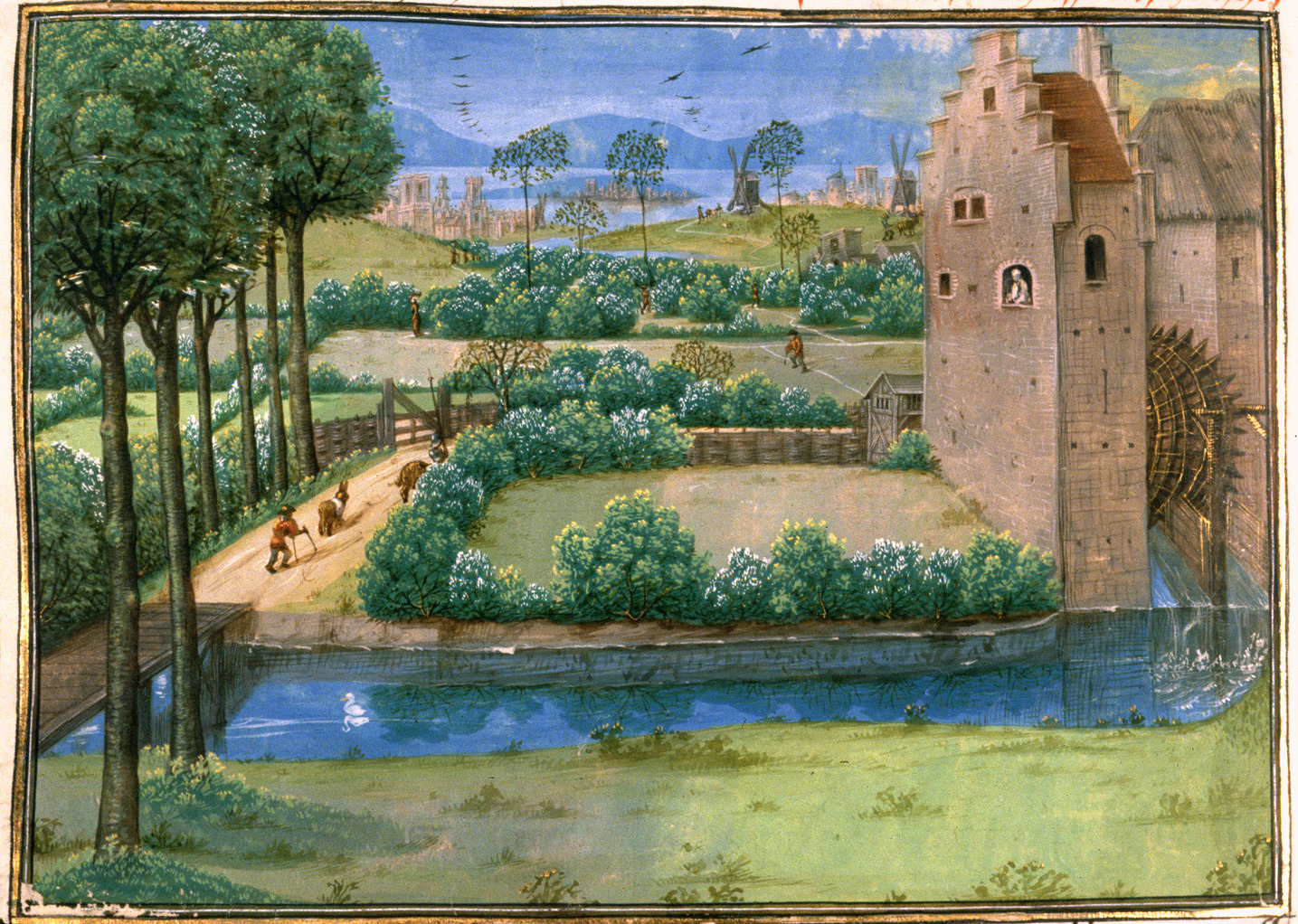
Paysage avec un moulin à eau, miniature du XV dans Le Trésor des Histoires.

L’apparition massive des moulins dans les sources d’archives à partir du XIe siècle est de longue date un thème classique de l’histoire du Moyen Âge. En 1935 déjà, Marc Bloch mettait en évidence l’importance du moulin dans le système économique et social médiéval. Le moulin, en effet, devient un enjeu économique important, puisque le pouvoir seigneurial oblige progressivement ses dépendants à recourir exclusivement, moyennant une taxe importante, au moulin banal. Ces installations se multiplient au XIIIe siècle et la monétarisation de l’économie tend à augmenter la valeur marchande de ces équipements. La possession des moulins et le contrôle des cours d’eau qui les alimentent prennent donc une importance croissante à une époque caractérisée par l'ambition seigneuriale de toujours mieux délimiter et contrôler l’espace.
Techniquement, le moulin a considérablement  évolué durant le Moyen Âge. Ces mécanismes sont utilisés à des fonctions de plus en plus diversifiées et la variété des aménagements hydrauliques qui leur sont associés ne cesse de croître. En majorité destinés aux blés, ils sont équipés de roues horizontales entraînées par une pirouette (en France on les rencontre en Occitanie, au Pays basque, en Corse et dans le Finistère), plus couramment verticales (recevant l’eau au-dessous ou au-dessus). Ces derniers, les plus puissants, sont aussi les plus coûteux du fait de l’engrenage dont ils sont pourvus. Tous sont installés sur la berge d’un bief ou d’un cours d’eau, ou encore sur une embarcation (moulin à nef). Les meules actionnées par la force hydraulique peuvent moudre le blé mais aussi écraser les graines d’œillette, les plantes tinctoriales, broyer le minerai.
À la fin du XIe siècle, plus largement au XIIe siècle, l’usage de plus en plus courant de l’arbre à cames qui transforme le mouvement rotatif en alternatif aboutit à la diffusion des moteurs hydrauliques industriels qui pilent et martèlent : moteurs à foulon, à tan, à fer, puis au cours du XIIIe siècle, à papier. Sur les côtes anglaises et des Pays-Bas au Portugal, les moulins à marée sont fréquents à partir du XIIe siècle. Dans le même temps, la force du vent est maîtrisée pour moudre des céréales dans les moulins sur pivot puis dans des moulins-tours. Pour certaines activités, l'usage du moulin à sang (énergie humaine et animale) domine encore à la fin du Moyen Âge : c’est le cas pour le broyage des olives.

### Ancien Régime
En France, sous l'Ancien Régime, le moulin, comme le pressoir ou le four à pain étaient soumis aux droits banals. Ils étaient construits et entretenus par le seigneur et les habitants (censitaires) étaient contraints de l'utiliser, contre paiement de surcroît. C'était une forme de monopole. Dans le droit communal ces biens sont partagés entre les citoyens. C'est la Révolution de 1789 qui abolit ces privilèges seigneuriaux.
Sous le régime seigneurial, au Québec, seul le moulin à farine était soumis au droit de banalité. Ce droit a été aboli en 1854.

## Métiers autour du moulin

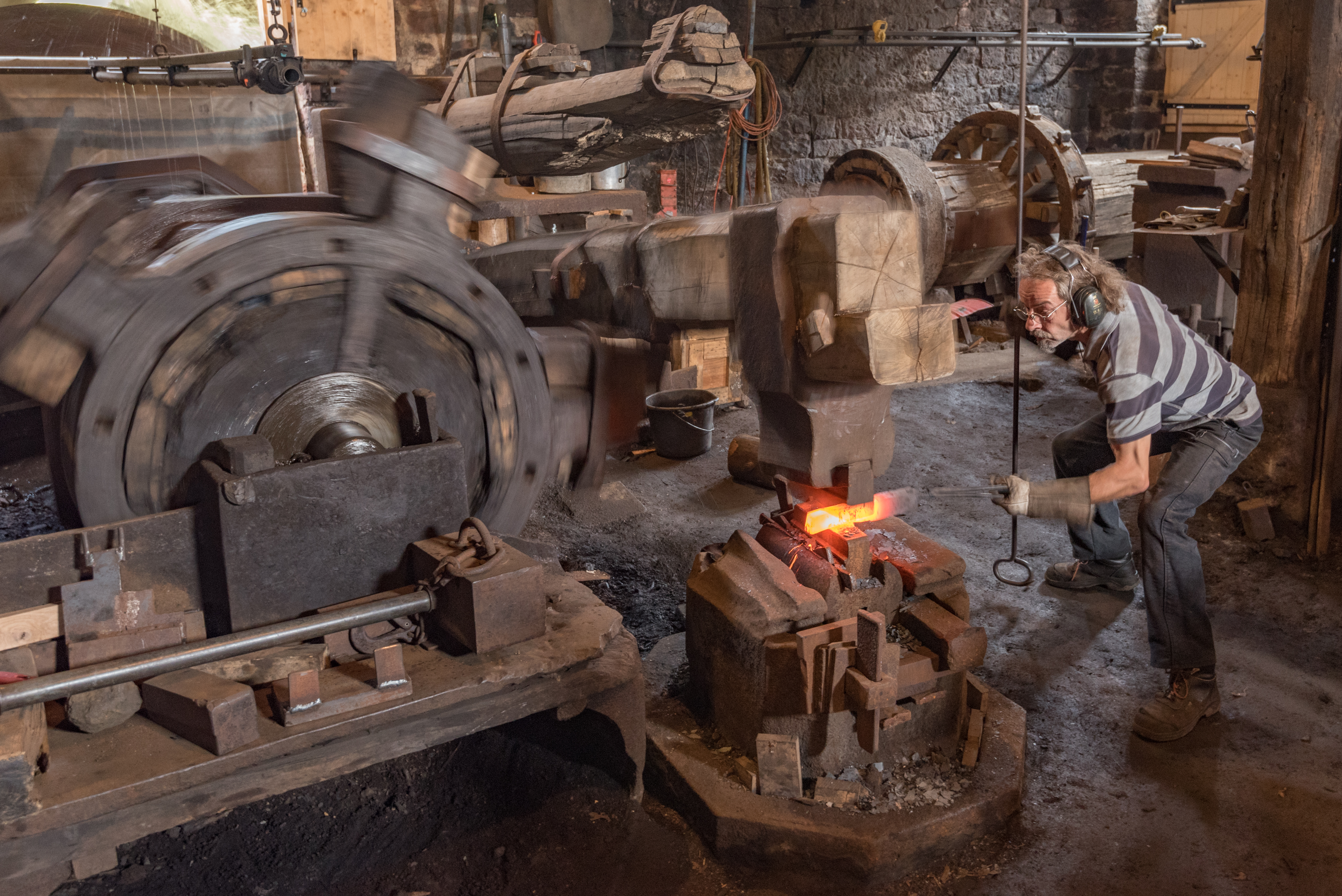
Travail dans un ancien moulin de forge pour obtenir du fer forgé à Hasloch, Allemagne, 2018.

Celui qui fait tourner un moulin est un « meunier », du latin ''molinarius''.
Le moulin est un lieu de rencontre et d'échange traditionnel. C'est aussi une adresse bien connue, souvent isolée pour cause de danger d'incendie, et c'est pourquoi il peut parfois expliquer, après disparition du nom de famille spécifique peut-être trop commun du meunier, une dénomination patronymique. Ainsi les patronymes correspondants , assez répandus, comme Moulin, Dumoulin, Meunier, Lemeunier, voire localement Monnier, Lemonnier, ou les variantes selon les langues régionales : molinièr (prononcer « moulinié » [muliˈɲe] ou molièr prononcer « moulié » [muˈʎe]) en langue d'oc, müller en alsacien, etc.
En Provence, avec la production de la garance des teinturiers, les moulins étaient approvisionnés par les garanciers, ou les garanceurs.

## Culture populaire
Dans la tradition populaire, les meuniers ont une certaine réputation et la belle qui s’endort au tic-tac du moulin y est une histoire très répandue. Lorsqu’elle se réveille, « son petit sac est plein, elle a la mouture plein la main ». Il y a souvent une vieille qui arrive alors, à qui le meunier refuse le même service.
Meunier tu dors est une chanson traditionnelle française qui évoque les risques liés au moulin qui tourne trop vite (explosion due aux étincelles et aux fines particules, casse des ailes). Elle illustre aussi bien la tâche difficile qui attendait le meunier du moulin à vent : il lui fallait travailler 24 heures sur 24 pour profiter du vent, et il devait surveiller sans cesse les caprices du vent pour changer l'orientation des ailes au besoin.

## Les moulins«menacés»par la continuité écologique
Depuis 2017 en France, le Code de l'environnement oblige les propriétaires des moulins classés ouvrages prioritaires à restaurer la continuité écologique des cours d'eau en supprimant les seuils généralement en béton aménagés pour créer les chutes d'eau nécessaires pour actionner les roues des moulins, ceci afin de favoriser la circulation des sédiments et des poissons migrateurs ; ce qui supprime le droit d'eau dont disposaient les propriétaires ainsi que la force motrice de l'eau.
La plupart des organismes de protection de la nature sont favorables à cette nouvelle politique de l'eau, à laquelle s'opposent les propriétaires de moulins.

## Calendrier
- Le 30e jour du mois de thermidor du calendrier républicain est dénommé « jour du moulin »[13], correspondant généralement au 17 août du calendrier grégorien.

### Sources et bibliographie
- Gauvard, Claude (dir.), De Libera, Alain, Zink, Michel, Dictionnaire du Moyen Âge, Paris, Quadrige/PUF, 2002, p. 949-950.

Inventaire des technologies
- Jean Bruggeman, Moulins, Collection « Patrimoine vivant » de l’Union RempartL’auteur aborde ce sujet sous l’aspect technique, architectural, technique et humain
- Jean Orsatelli, Les Moulins à vent et à eau, Marseille, Lafitte, 1979, 196 p. (BNF 34963696). 1re éd.  (ISBN 2-86276-018-8), 1987, 4e éd.,  (ISBN 2-86276-018-8)
- (en) Steven A. Walton, Wind & water in the middle ages : fluid technologies from Antiquity to the Renaissance, Tempe, Arizona center for medieval and Renaissance studies, 2006 (ISBN 9780866983679, BNF 40993285)

Hydrologie
- S. Caucanas, Moulins et irrigation en Roussillon au Moyen Âge, IXe au XVe siècle, 1995, 300 p.
- P.L. Viollet, L’hydraulique dans les civilisations anciennes, 5 000 ans d’histoire, 2000, 376 p.

Martinets
- Robert Lapasset, L’industrie du fer dans les Pyrénées Orientales et ariégeoises au XIXe siècle, Conflent no 129, 1984
- E. Peyronnet, Les anciennes forges de la région du Périgord, Bordeaux, 1958, 356 p.
- Catherine Verna, Les Mines et les Forges des Cisterciens en Champagne méridionale et en Bourgogne du Nord et en Bourgogne, XIIe – XVe siècle, Paris, Vulcain (AEDEH), 1995, 96 p.

Minoterie
- Maurice Chassain, Moulins de Bretagne, Spézet (éd. Keltia Graphic), 1993

Papier
- Jean-Marie Janot, Les moulins à papier de la région vosgienne, Nancy, 1952 (BNF 32279418)
- Alexandre Nicolaï, Histoire des moulins à papier du sud-ouest de la France, 1300-1800, Périgord, Agenais, Angoumois, Soule, Béarn, Paris, Bordeaux, G. Delmas, 1935 (BNF 32485455) (Réédition 2017 :  (ISBN 978-2-8240-0851-6), Cressé, Éditions des Régionalismes)

Inventaire muséographique
- G. Ginion, Le moulin d'Eschwiller près de Vollmunster, La Revue lorraine populaire, no 117, avril 1994, fiche de l'inventaire muséographique lorrain, p. 152–153.

Autres
- Le Monde des Moulins, FDMF, 32 p. (ISSN 1762-1313)magazine destinés aux passionnés des moulins et du patrimoine meulier, trimestriel, format à l'italienne, impression écologique, couleur.
- Claude Rivals, Le moulin, histoire d’un patrimoine, Fédération française des associations de sauvegarde des moulins, route d'Avenay cidex 22, 14210 Evrecycoffret 4 fascicules (Moulin à eau, Moulin à vent, Moulin nef, Moulin à marée)
- Françoise Varenne, Un moulin occitan va devenir centre culturel », Pour protéger la mémoire des meuneries, Figaro, 10 juillet 2001
- Concours départemental de photographie sur le thème : Les moulins dans les Alpes-maritimes (moulins à grains et à huile), Nice, CAUE 06, 2004
- Revue Moulins de France, FFAM, route d'Avenay cidex 22, 14210 Evrecy, 40 p.revue spécialisée trimestrielle